# Peter Reichard
Peter Reichard, född 9 januari 1925 i Wiener Neustadt, Österrike, död 18 juni 2018 i Padova, Italien, var en österrikisk-svensk biokemist. 
Han var professor i medicinsk och fysiologisk kemi vid Uppsala universitet 1961–1963 och blev professor i biokemi vid Karolinska institutet 1971. Han blev ledamot av Vetenskapsakademien 1977.